# Charles de Bourbon-Siciles (1908-1936)
Pour les articles homonymes, voir Charles de Bourbon.
Charles de Bourbon-Siciles, né à Santillana del Mar le 5 septembre 1908 et mort à Eibar le 27 septembre 1936, est un membre de la maison de Bourbon de la branche des Deux-Siciles. Il est le premier membre de la famille royale à mourir durant la guerre d'Espagne.

## Famille
Charles de Bourbon-Siciles, né en 1908, est l'aîné des quatre enfants de Louise d'Orléans (1882-1958) et de l'infant Charles de Bourbon-Siciles (1870-1949). À Cannes, le 14 décembre 1900, ce dernier avait signé une renonciation conditionnée à ses droits au défunt trône du royaume des Deux Siciles pour pouvoir épouser la fille aînée du roi Alphonse XII d'Espagne, María de las Mercedes, princesse des Asturies et héritière présomptive de la Couronne espagnole, en devenant citoyen espagnol et membre à part entière de la famille royale espagnole et en recevant le traitement d'infant d'Espagne,.  
Par son père, Charles de Bourbon-Siciles est un petit-fils du prince Alphonse de Bourbon-Siciles (1841-1934) et de son épouse, la princesse Maríe-Antoinette de Bourbon-Siciles (1851-1938). En ligne maternelle, Charles est le petit-fils de Philippe d'Orléans (1838-1894), comte de Paris et de son épouse, Maríe Isabelle d'Orléans (1848-1919) infante de l'Espagne. 
Le prince Charles a trois sœurs cadettes : María de los Dolores (1909-1996), princesse Czartoryska, María de las Mercedes (1910-2000) comtesse de Barcelone et mère du roi Juan Carlos Ier, et María de la Esperanza, (1914-2005) princesse Impériale du Brésil, mariée avec le prince Pedro Gastón d'Orléans-Bragance. 
Le prince Charles a également trois frères et sœur, issus du premier mariage de son père avec Maria de las Mercedes (1880-1904), princesse des Asturies : Alphonse (1901-1964), Ferdinand (1903-1905) et Isabelle- Alphonsine (1904-1985), comtesse Zamoyski.

## Biographie

### Premières années
Charles de Bourbon-Siciles est né le 5 septembre 1908 au palais de Barreda, propriété des marquis de Benamejí, à Santillana del Mar pendant le règne du roi Alphonse XIII. Un mois avant sa naissance, le roi avait décrété que les prochains enfants, fils ou filles, issus du mariage jouiraient du prédicat d'Altesse Royale et les honneurs, préséances et distinctions des infants de l'Espagne, en suivant immédiatement ceux-ci dans l'ordre hiérarchique, comme prince de la Maison de Bourbon. 
Charles est baptisé le 14 septembre par l'évêque de Sion, à Santillana del Mar, dans le palais où il est né. Ses prénoms sont : Carlos María Fernando Felipe Justiniano. Son parrain est son oncle paternel Fernand-Pie, duc de Calabre, représenté par son frère Rénier de Bourbon-Siciles, sa marraine est sa grand-mère maternelle Maríe-Isabelle, comtesse de Paris. Durant son enfance, sa famille demeure à la rue Lista de Santillana où ses parents ont acquis une résidence. En semaine, Charles, ses frères et sœurs, fréquentent, le samedi et le jeudi, leurs cousins Bourbon (les enfants du roi et ceux du prince Alphonse d'Orléans).

### Établissement à Séville
Il s'établit en 1921 à Séville avec les autres membres de sa famille, lorsque son père est envoyé dans la capitale andalouse comme capitaine général de la région militaire correspondante. Le 2 mars 1923, le prince, âgé de quatorze ans, devient frère de l'Archiconfrérie sacramentelle de la Passion de Séville. Charles de Bourbon-Siciles étudie la Philosophie et les Lettres à l'Université de Murcie, et termine ses études en 1929. La proximité de Villamanrique permet au jeune homme de s'adonner à la chasse et à l'équitation avec son frère et de rencontrer leurs cousins du Gotha : Bavière, Orléans et Saxe-Cobourg.

### Chute de la monarchie espagnole
Le 14 avril 1931, la proclamation de la République en Espagne provoque le départ du pays de Charles avec toute sa famille, en raison de leur fidélité au roi Alphonse XIII. Charles, exilé à Paris, parfait sa formation en études artistiques, et notamment en sculpture et réalise quelques bustes de qualité représentant ses proches. Durant l'exil, Charles se fiance avec la princesse Thérèse d'Orléans-Bragance, fille puînée du prince Pierre-d’Alcántara d’Orléans-Bragance.

### Guerre d'Espagne
Le 18 juillet 1936 éclate la guerre civile. Charles sollicite la permission du monarque espagnol pour s'engager en qualité de volontaire dans les forces du parti nationaliste. Après de nombreuses péripéties pour traverser la frontière, il parvient en Espagne et se présente le 30 juillet au poste de commandement militaire de Pampelune pour offrir ses services. Il est affecté comme sous-lieutenant de réserve, dans le groupe de sapeurs stationné dans la ville. Il désire prendre part aux combats et participe à plusieurs opérations qui se concluent par la prise, les 19 et 20 septembre de trois communes du Guipuscoa : Azpeitia, Azkoitia et Elgoibar. Il demande alors une permission à ses supérieurs afin de pouvoir se marier avec la princesse Thérèse, mais n'en eut jamais le temps. 
Le 27 septembre 1936, pendant une bataille devant Éibar, près de Bilbao, le prince remarque que l'un de ses hommes a perdu son casque ; il lui donne le sien, et quelques instants plus tard, une balle atteint au front le prince qui meurt sur place,. Il est le premier membre de la famille royale à mourir durant la guerre d'Espagne.

### Inhumation
Dans un premier temps, ses compagnons d'armes l'inhument dans le cimetière de Tolosa. Quatre ans plus tard, le 9 juin 1941, ses restes sont officiellement transférés dans la crypte de l'église du Divin Sauveur de Séville, en présence de ses parents, de ses sœurs, de son frère Alphonse et d'autres membres de sa famille,.

## Honneur
| Collier de l’ordre royal et distingué de Charles III | Grand-croix de l’ordre royal et distingué de Charles III (4 mars 1929) |

## Ascendance
|  |                                                       |  |  |  |  |  |  |  |  |  |  |  |  |
|  | 8. Ferdinand II des Deux-Siciles                      |  |  |  |  |  |  |  |  |  |  |  |  |
|  |                                                       |  |  |  |  |  |  |  |  |  |  |  |  |
|  |                                                       |  |  |  |  |  |  |  |  |  |  |  |  |
|  | 4. Prince Alphonse des Deux-Siciles, comte de Caserte |  |  |  |  |  |  |  |  |  |  |  |  |
|  |                                                       |  |  |  |  |  |  |  |  |  |  |  |  |
|  |                                                       |  |  |  |  |  |  |  |  |  |  |  |  |
|  | 9. Princesse Marie-Thérèse de Teschen                 |  |  |  |  |  |  |  |  |  |  |  |  |
|  |                                                       |  |  |  |  |  |  |  |  |  |  |  |  |
|  |                                                       |  |  |  |  |  |  |  |  |  |  |  |  |
|  | 2. Prince Charles des Deux-Siciles, infant d’Espagne  |  |  |  |  |  |  |  |  |  |  |  |  |
|  |                                                       |  |  |  |  |  |  |  |  |  |  |  |  |
|  |                                                       |  |  |  |  |  |  |  |  |  |  |  |  |
|  | 10. Prince François-de-Paule des Deux-Siciles         |  |  |  |  |  |  |  |  |  |  |  |  |
|  |                                                       |  |  |  |  |  |  |  |  |  |  |  |  |
|  |                                                       |  |  |  |  |  |  |  |  |  |  |  |  |
|  | 5. Princesse Marie-Antoinette des Deux-Siciles        |  |  |  |  |  |  |  |  |  |  |  |  |
|  |                                                       |  |  |  |  |  |  |  |  |  |  |  |  |
|  |                                                       |  |  |  |  |  |  |  |  |  |  |  |  |
|  | 11. Princesse Marie-Isabelle de Toscane               |  |  |  |  |  |  |  |  |  |  |  |  |
|  |                                                       |  |  |  |  |  |  |  |  |  |  |  |  |
|  |                                                       |  |  |  |  |  |  |  |  |  |  |  |  |
|  | 1. Charles de Bourbon-Siciles                         |  |  |  |  |  |  |  |  |  |  |  |  |
|  |                                                       |  |  |  |  |  |  |  |  |  |  |  |  |
|  |                                                       |  |  |  |  |  |  |  |  |  |  |  |  |
|  | 12. Ferdinand-Philippe, duc d’Orléans                 |  |  |  |  |  |  |  |  |  |  |  |  |
|  |                                                       |  |  |  |  |  |  |  |  |  |  |  |  |
|  |                                                       |  |  |  |  |  |  |  |  |  |  |  |  |
|  | 6. Philippe, comte de Paris                           |  |  |  |  |  |  |  |  |  |  |  |  |
|  |                                                       |  |  |  |  |  |  |  |  |  |  |  |  |
|  |                                                       |  |  |  |  |  |  |  |  |  |  |  |  |
|  | 13. Duchesse Hélène de Mecklembourg-Schwerin          |  |  |  |  |  |  |  |  |  |  |  |  |
|  |                                                       |  |  |  |  |  |  |  |  |  |  |  |  |
|  |                                                       |  |  |  |  |  |  |  |  |  |  |  |  |
|  | 3. Princesse Louise d’Orléans                         |  |  |  |  |  |  |  |  |  |  |  |  |
|  |                                                       |  |  |  |  |  |  |  |  |  |  |  |  |
|  |                                                       |  |  |  |  |  |  |  |  |  |  |  |  |
|  | 14. Prince Antoine d’Orléans, duc de Montpensier      |  |  |  |  |  |  |  |  |  |  |  |  |
|  |                                                       |  |  |  |  |  |  |  |  |  |  |  |  |
|  |                                                       |  |  |  |  |  |  |  |  |  |  |  |  |
|  | 7. Princesse Marie-Isabelle d’Orléans                 |  |  |  |  |  |  |  |  |  |  |  |  |
|  |                                                       |  |  |  |  |  |  |  |  |  |  |  |  |
|  |                                                       |  |  |  |  |  |  |  |  |  |  |  |  |
|  | 15. Infante Louise-Ferdinande d’Espagne               |  |  |  |  |  |  |  |  |  |  |  |  |
|  |                                                       |  |  |  |  |  |  |  |  |  |  |  |  |
|  |                                                       |  |  |  |  |  |  |  |  |  |  |  |  |